# Dubînî, Radehiv
Dubînî (în ucraineană Дубини) este un sat în comuna Ohleadiv din raionul Radehiv, regiunea Liov, Ucraina.

## Demografie
Componența lingvistică a localității Dubînî
     Ucraineană (97,74%)
     Rusă (1,5%)
     Alte limbi (0,75%)
Conform recensământului din 2001, majoritatea populației localității Dubînî era vorbitoare de ucraineană (97,74%), existând în minoritate și vorbitori de rusă (1,5%).